# Luzula sudetica
Luzula sudetica là một loài thực vật có hoa trong họ Juncaceae. Loài này được (Willd.) Schult. mô tả khoa học đầu tiên năm 1814.